# Platysphinx piabilis
Platysphinx piabilis ist ein Schmetterling (Nachtfalter) aus der Familie der Schwärmer (Sphingidae).

## Merkmale
Die kräftig gebauten Falter haben eine Vorderflügellänge von 43 bis 65 Millimetern. Die Vorderflügel sind sehr variabel gefärbt. Es gibt eine blasse Form, bei der der Körper und die Vorderflügel blass strohfarben sind, und die orangen Hinterflügel sind mit roten Punkten gesprenkelt. Sie haben zudem je einen großen, schwarzen Fleck an der Flügelbasis. Bei der dunklen Form sind die Vorderflügel gelblich-pink mit grauen Flecken oder Binden und auf den Hinterflügeln verbinden sich die roten Punkte häufig miteinander. Selten kann man auch Individuen mit komplett dunkelbraunen, grünlichbraunen oder violettbraunen Vorderflügeln und komplett rot gefärbten Hinterflügeln beobachten. Die Weibchen werden größer als die Männchen und haben spitzer zulaufende Vorderflügelspitzen.
Die Raupen haben einen grünen, dreieckigen Kopf mit gelben Streifen, die sich auch auf den Thorax erstrecken. Der Körper ist blassgrün mit dunkelgrüner Rückenlinie und sieben gelben Schrägstreifen an den Seiten, die teilweise weiß oder magentafarben gerandet sind. An der Basis des Analhorns befindet sich ein kleiner, schwarz gepunkteter und schwarz gerandeter Fleck. Das kurze Analhorn ist gelb mit goldenen Pusteln. Die Farbe der Raupen ist jedoch variabel. So sind in der Literatur solche mit oranger oder blass blaugrüner Farbe genannt, wobei die Seitenstreifen auch unterschiedlich stark ausgebildet sein können.

## Verbreitung und Lebensraum
Die Art besiedelt weite Teile des tropischen und subtropischen Afrikas. Die Art bewohnt offene Lebensräume, wie das Bushveld in Südafrika.

### Nahrung der Raupen
Die Raupen ernähren sich von Ostryoderris stuhlmanni und Arten der Gattungen Millettia und Mundulea, sowie von Pterocarpus und Craibia.

## Belege